# Lago Skaha
El lago Skaha (Skaha Lake), conocido históricamente como Dog Lake y originalmente como lac du Chien, es una laguna de agua dulce. El lago está situado a lo largo del curso del río Okanagan en el valle Okanagan, en la Columbia Británica, Canadá. Tiene una superficie aproximada de 20 km², con una profundidad máxima de 55 m. El lago está situado justo al sur del lago Okanagan, a los pies de la ciudad de Penticton. La localidad de Okanagan Falls se encuentra en su extremo sur y la localidad de Kaleden se halla al oeste.

## Historia y significado del nombre
"Escrito "L. du Chien" (Dog Lake) en Anderson Map, 1867; la etiqueta "Du Chien L." en Trutch maps, 1866 y 1871. Origen desconocido. Más tarde, Dog Lake se convirtió en el nombre oficial. Se cambió en 1930 por el de Skaha "para acordar con el nombre local", afirma el Geógrafo jefe. Sin embargo Okanagan Indios dicen "skaha" no es su palabra para el perro, pero es que de la Shuswaps, y que la palabra perro es chokowapee. (Parham, 40). Otra ortografía es kaekuwapa. El significado de skaha es "caballo". (Albert Millar). Ese también el sentido en el dialecto Nicola. (W. G. Clapperton)." 

## Ecología
El lago se encuentra como el límite entre el Okanagan bosques secos del noreste y las Montañas de la Cascada de sotavento de los bosques del oeste. Al sur se encuentra la Meseta de Columbia arbustos, la única matorral xérico de la ecorregión en Canadá. El lago alberga una gran variedad de peces, incluyendo kokanee el salmón, la trucha arco iris, y lobina de boca chica.